# Katrin Jaehne
Katrin Jaehne (* 29. Juni 1987 in Luckenwalde) ist eine deutsche Film- und Theaterschauspielerin, Synchron- und Hörbuchsprecherin aus Berlin.

## Leben
Von 2007 bis 2010 absolvierte Jaehne ein Schauspielstudium am Europäischen Theaterinstitut Berlin und agierte in den Stücken Equus und Sekretärinnen. 2011 belegte sie ein Kamera Coaching bei Heiko Aufdermauer. Im gleichen Jahr stand sie in dem Kinokurzfilm Racer sowie im Musikvideo Practicing Goodbye von Billy Populus vor der Kamera. Neben ihren Engagements am verschiedenen Berliner Bühnen wirkte Jaehne 2012 und 2013 in den Kinokurzfilmen Kindsfrau, Nowhere seems like somewhere to go und Das versteckte Leben der Maler sowie in Nein und Vielleicht mit.
Seit 2015 ist Jaehne auch im Fernsehen zu sehen. Im Tatort Weimar spielte sie in der Episode Der treue Roy die Rolle der Kosmetikerin Adriana. 2016 agierte die Schauspielerin in der Folge Kalter Rauch der TV-Serie Zorn und im Folgejahr bei Olaf macht Mut. Von 2018 bis 2021 spielte sie ihre erste Hauptrolle als Kriminalhauptkommissarin Sophie Pohlmann in der ZDF-Produktion SOKO Potsdam.
Parallel zu den Fernsehproduktionen spielte Jaehne an verschiedenen Bühnen in Dresden. Von 2015 bis 2016 agierte sie in den Stücken Die Fete endet nie, Die Olsenbande dreht durch und Pippi Langstrumpf am Boulevardtheater Dresden. An der Comödie Dresden gab sie 2016 eine Anleitung zum Entlieben und spielte im Folgejahr am Boulevardtheater im Kriminalstück Sherlock Holmes. Im österreichischen Theater Kosmos in Bregenz agierte Jaehne in Warum die Hunde bellen – Da legen wir einfach die Süddeutsche drüber. 2018 stand sie mit dem Programm Lachkoma auf der Bühne des Kabarett Herkuleskeule in Dresden.

## Filmographie
- 2011: Practicing Goodbye (Musikvideo)
- 2011: Racer, Jeffrey Liedtke (Kinokurzfilm)
- 2012: Kindsfrau (Kinokurzfilm)
- 2012: Nowhere seems like somewhere to go (Kinokurzfilm)
- 2013: Das versteckte Leben der Maler (Kinokurzfilm)
- 2013: Nein (Kinokurzfilm)
- 2013: Vielleicht (Kinokurzfilm)
- 2014: Hin und weg
- 2016: Tatort: Der treue Roy
- 2016: Zorn – Kalter Rauch
- 2017: Olaf macht Mut
- 2018–2021: SOKO Potsdam
- 2018: In aller Freundschaft – Die Krankenschwestern (Fernsehserie, Folge Lügen und Geständnisse)
- 2021: Ein Sommer in Istrien (Fernsehfilm)
- 2022: In aller Freundschaft – Die jungen Ärzte (Fernsehserie, Folge Rückläufig)
- 2022: In aller Freundschaft (Fernsehserie, Folge Kleines Glück)
- 2024: SOKO Wismar (Fernsehserie, Folge Unter Nachbarn)
- 2025: Die Chefin (Fernsehserie, Folge Im Fadenkreuz)

## Theater
- 2011: A Christmas Carol (Theater Morgenstern)
- 2012: Anarchie in Bayern (Freies Museum Berlin)
- 2012: Der Geldgott (Habbema, Berlin)
- 2013: Atmen (Schaubühne Berlin)
- 2015–2016: Die Fete endet nie, Die Olsenbande dreht durch & Pippi Langstrumpf (Boulevardtheater Dresden)
- 2016: Anleitung zum Entlieben (Komödie Dresden)
- 2017: Sherlock Holmes (Boulevardtheater Dresden)
- 2017: Warum die Hunde bellen – Da legen wir einfach die Süddeutsche drüber (Kosmos Theater Bregenz)
- 2018: Lachkoma (Kabarett Herkuleskeule, Dresden)
- 2021: Die Puppenmacherin (Poligonale, Hohenems)

## Sprechrollen
Film
- 2010: Sword of the Stranger (2007) … als Mu-Mao
- 2010: All About Evil … als Claire
- 2012: Gyo – Der Tod aus dem Meer  … als Kaori
- 2012: V/H/S – Eine mörderische Sammlung … als Die Neue
- 2013: Happy Metal – All We Need Is Love!
- 2013: Süßes Verlangen (Sweet Desire, 2010) … als Tara
- 2013: Wolf … als Tessa
- 2013: Zulu … als Marjorie
- 2014: Boyhood … als April
- 2014: Ghost Boat … als Pilar
- 2016: Why Him? … als Marnie Dingle
- 2017: Die Nachtschwärmer (The Runaround) … als Megan
- 2018: Bad Spies (Spy Who Dumped Me) … als Tess

Serien
- 2004–2019: Winx Club
- 2010–2011: Law & Order: LA (eine Episode) … als Libby Crane
- 2011: New Girl (Staffel 2, Episode 3) … als April
- 2012: Kämpfer (2009) … als Schulmädchen
- 2012: Sankarea … als Helen Shino
- 2013: Orange Is the New Black (Staffel 4, Episode 3, 5, 7–13) … als McCullough
- 2013: Samurai Girls 2: Samurai Bride … als Inshun Houzouin
- 2013: Hemlock Grove (Staffel 1, Episode 2–4, 6–7, 9, 12) … als Jenny Friedericks
- 2014: Chicago P.D. (eine Episode) … als Xaviera
- 2014: Chicago P.D. (sieben Episoden) … als Olive Morgan
- 2015: Hemlock Grove (Staffel 3, Episode 2 und 4) … als Lana
- 2016: Queen of the South (Staffel 1, Episode 5, 6, 11) … als Kim Brown
- 2017: Santa Clarita Diet (zwei Episoden) … als Kelly